# Rua da Alfândega (Lisboa)
A Rua da Alfândega é uma rua de Lisboa, situada na freguesia de Santa Maria Maior, até 2013 pertencia às freguesias extintas da Madalena e da Sé. Liga o Campo das Cebolas à Praça do Comércio. Teve vários nomes ao longo da história: Rua do Terreiro do Trigo (antes de 1552), Rua do Terreiro Novo (antes de 1554), Rua da Misericórdia de Baixo (1688), Rua Direita da Misericórdia (1720), e Rua da Misericórdia (antes do terramoto de 1755). Partes da rua tiveram ainda os nomes de Rua da Ribeira Velha, Rua dos Freires e Rua da Conceição dos Freires. Depois foi transformada em duas ruas (a Rua Nova da Alfândega e a Rua da Ribeira Velha) que se uniram por edital de 1 de Setembro de 1859 para formar a Rua da Alfândega, por nela se situar a alfândega de Lisboa.